# Evergestis simulatilis
Evergestis simulatilis is een vlinder uit de familie van de grasmotten (Crambidae). De wetenschappelijke naam van de soort is voor het eerst gepubliceerd in 1880 door Augustus Radcliffe Grote.
De soort komt voor in de Verenigde Staten.